# Llega un jinete libre y salvaje
Llega un jinete libre y salvaje es una película estadounidense de 1978, dirigida por Alan J. Pakula. Protagonizada por Jane Fonda, Jason Robards y James Caan en los papeles principales.
Galardonada con 4 premios de crítica estadounidense.
Farnsworth, quien había sido doble de riesgo, recibió una nominación al Premio de la Academia al Mejor Actor de Reparto por su actuación. La película recaudó US$9,6 millones en taquilla.

## Sinopsis
Un rico y poderoso terrateniente, Jacob 'J.W.' Ewing (Jason Robards) trata de apoderarse de las tierras de dos pequeños ganaderos. De la ganadera Ella Connors (Jane Fonda), que había mantenido tiempo atrás una historia sentimental con él; y de Frank 'Buck' Athearn (James Caan), un exsoldado que ha comprado unas tierras y se ha convertido en ganadero.

## Reparto
- James Caan: Frank 'Buck' Athearn
- Jane Fonda: Ella Connors
- Jason Robards: Jacob 'J.W.' Ewing
- George Grizzard: Neil Atkinson
- Richard Farnsworth: Dodger
- Jim Davis: Julie Blocker
- Mark Harmon: Billy Joe Meynert
- James Keach: Emil Kroegh

## Tragedia
Durante el rodaje de esta película un doble de riesgo llamado Jim Sheppard murió mientras hacía una escena en la que el personaje de Robards era arrastrado (presumiblemente) a su muerte. Pero el caballo que lo arrastraba se desvió de su curso y provocó que Sheppard se golpeara la cabeza con un poste de la cerca. La escena está en la película, pero se corta justo antes de que el caballo pase por la puerta donde ocurrió el accidente fatal.

## Premios
- Premio LAFCA 1978: a la mejor actriz (Jane Fonda).
- Premio National Board of Review 1978:  al mejor actor secundario (Richard Farnsworth).
- Premio NSFC 1979: al mejor actor secundario (Richard Farnsworth) – compartido.
- Premio Spur 1979: al mejor guion para cine (Dennis Lynton Clark).

- Datos: Q1306308